# حصار اللاذقية (1188)
وقع حصار اللاذقية في يوليو 1188، عندما حاصر الأيوبيون بقيادة صلاح الدين اللاذقية التي كانت حينها تحت سيطرة إمارة أنطاكية. استسلمت المدينة بعد أيام قليلة من حصارها.

## خلفية تاريخية
نزل صلاح الدين في حصن الأكراد بالقرب من مدينة جبلة في 18 جمادى الأولى (15 يوليو 1188). وصادف أن أتاه قاضي جبلة منصور بن نبيل، عارضاً تكفله بفتح جبلة واللاذقية وسار صلاح الدين معه إلى جبلة. حيث حث القاضي بن نبيل الصليبيين على الاستسلام وكانوا قد تحصنوا بقلعتها. صمد الصليبيون في القلعة إلى اليوم التالي، حتى أذعنوا للاستسلام. ومكث بها صلاح الدين حتى 23 جمادى الأولى (20 يوليو).

## الحصار
خرج صلاح الدين بعدها من جبلة متجهاً نحو اللاذقية، والتي كانت في غاية الأهمية لامتلاكها ميناء حيوي وقلعتين تقعان جنباً إلى جنب على تلة تطل على المدينة. حاصر صلاح الدين المدينة والقلعتين معاً، ثم أمر بالهجوم على المدينة. استمر هجوم الأيوبيين القوي مع صيحات التكبير حتى 24 جمادى (21 يوليو) عندما استولوا على المدينة، في حين ظلت القلعتان تقاومان.
كانت اللاذقية مدينة ثرية تُعرف بأنها مركز تجاري، وقد استولى الأيوبيون على غنائم كبيرة مليئة بالكنوز. كان الليل قد حل عندما غادر الصليبيون المدينة إلى القلعتين. وفي صباح يوم الجمعة استؤنف الهجوم عليهما، وحدثت ثغرة في القسم الشمالي من الأسوار بعمق يبلغ 18 بوصة وعرض 4 بوصات. وصعد الأيوبيون التل واقتربوا من الأسوار وهاجموها. احتدمت المعركة، وبدأ الطرفان في رمي الحجارة بأيديهما.
ولما رأى الصليبيون ضراوة الهجوم ومدى اقترابه عرضوا الاستسلام يوم الجمعة 25 جمادى (22 يوليو). وافق صلاح الدين على طلبهم وسمح لقاضي جبلة بإبرام المعاهدة. وعاد الأيوبيون إلى خيامهم مرهقين، وسمح للصليبيين بالخروج مع عائلاتهم وممتلكاتهم مقابل ترك أسلحتهم وخيولهم ومعداتهم الأخرى.
نُزعت واجهات المدينة الرخامية ونُقلت بعيداً. عين صلاح الدين ابن أخيه الأمير المظفر تقي الدين عمر حاكماً على المدينة فعمرها وحصن قلعتيها.

## التداعيات
أدى الاستيلاء على المدينة إلى عزل إمارة أنطاكية، ومقاطعة طرابلس، ومملكة بيت المقدس، مما ساهم في إيقاف الإبحار الساحلي بينهما. كان الاستيلاء على اللاذقية بمثابة نهاية للاحتلال الصليبي للمدينة. نُقضت المدينة بسبب في 1190، لقدوم قوة صليبية ألمانية بقيادة فريدريك بربروسا. حاول بوهيموند الثالث ملك أنطاكية استعادة المدينة في أكتوبر 1191، لكنه فشل. جرت محاولة أخرى في 1197 لكنها باءت بالفشل مجدداً. كان الصليبيون قد استعادوا المدينة مؤقتًاوبحلول 1260، حتى هزمهم مماليك قلاوون في 20 أبريل 1287.

## طالع أيضًا
- معركة كوكب الهوا (1182)